# 18a etapa del Tour de França de 2011
La 19a etapa del Tour de França de 2011 es disputà el dijous 21 de juliol de 2011 sobre un recorregut de 200,5 km entre Pineròl (Itàlia) i el Coll del Galibier, pel vessant de Serre Chevalier.
L'arribada al cim del Galibier (2.642 m) és la més alta de la història del Tour, superant la que es va fer en la dissetena etapa de l'edició de 1986 al coll de Granon (2.413 m). La victòria fou pel luxemburguès Andy Schleck, amb més de dos minuts de diferència respecte al seu germà Fränk Schleck. Thomas Voeckler conservà el lideratge, tot i que sols per 15" respecte a Andy Schleck. 89 ciclistes arribaren fora de control, entre ells el líder de la classificació dels punts, Mark Cavendish, sent repescats tots pels comissaris.

## Perfil de l'etapa
Etapa amb inici a 355msnm, a Itàlia, sent els primers 50 km plans per a partir d'aquell moment començar a pujar per enllaçar tres colosos alpins considerats de categoria especial: el coll Agnel (km 107), el coll d'Izoard (km 145,5) i el coll del Galibier (km 200,5), on es troba l'arribada. Al cim de l'Agnel el Tour torna a entra a França. L'esprint intermedi del dia es troba a Verzuolo (km 46,5).
Amb motiu del centenari del primer pas del Tour pel Galibier els ciclistes passaren en dues ocasions per aquest colós alpí, ja que l'endemà l'hagueren de superar per l'altre vessant.

## Desenvolupament de l'etapa
Primers quilòmetres moguts en la que molts intentaren entrar en l'escapada bona del dia. Finalment aquesta es formà quan els ciclistes duen més de 40 km i es trobaren a les portes de l'esprint intermedi del dia, a Verzuolo (km 46,5). Va ser una escapada nombrosa, formada per 16 ciclistes entre els quals hi havia Maxime Monfort, Joost Posthuma (Team Leopard-Trek), Rubén Pérez Moreno (Euskaltel–Euskadi), Maksim Iglinski (Astana Qazaqstan Team), Dries Devenyns (QuickStep Cycling Team), Nicolas Roche (AG2R La Mondiale), Leonardo Duque (Cofidis) i Johnny Hoogerland (Vacansoleil-DCM), als quals se'ls uniren en començar la primera ascensió tres corredors més. El grup es va anar trencant a poc a poc, a mesura que l'ascens a l'Agnel es feia més pronunciat. Iglinski va ser el primer a passar pel sostre de la present edició del Tour.
Pel darrere, el gran grup permeté agafar més de 9' als escapats. Durant l'ascens a l'Agnel un petit grup de set ciclistes, amb Robert Gesink (Rabobank ProTeam) al capdavant, intentaren l'escapada, però van ser agafats durant el final del descens. (km 130).
Durant l'ascensió al coll de l'Izoard el Leopard-Trek encapçalà el gran grup, tot preparant l'atac que a mitja ascensió va fer Andy Schleck, que marxà en solitari de la resta de favorits. Al pas pel coll Schleck es trobava a 1' 50" d'Iglinski i superava en 2' 15" la resta de rivals. Schleck, juntament amb Monfort, Roche, Devenyns i Iegor Silin (Team Katusha) agafaren Iglinski a 29 km de meta, quan la diferència respecte al grup del mallot groc se situava al voltant dels 3 minuts. La màxima diferència de Schleck va ser 4' 15" a manca de 15 km. A 12 km de meta va ser Cadel Evans (BMC Racing Team) el que agafà les regnes de la persecució, ja que ningú més ho feia. A 5 km de meta el grup d'Evans, format per 10 corredors, perdé 3' 05" respecte Schleck, que en solitari s'adjudicà la victòria al cim del Galibier. Pel darrere, Contador perdé contacte amb la resta de favorits, perdent tota opció a la victòria final. Voeckler aconseguí mantenir el lideratge per sols 15" en arribar en cinquena posició a l'etapa, a 2' 21" del vencedor.
89 ciclistes arribaren fora de control, entre ells el líder de la classificació dels punts, Mark Cavendish, sent repescats tots pels comissaris. Tots ells van ser sancionats amb 20 punts en la classificació dels punts.

## Esprints
| Primer  | Leonardo Duque       | 20 pts |
| Segon   | Joost Posthuma       | 17 pts |
| Tercer  | Anthony Delaplace    | 15 pts |
| Quart   | Dries Devenyns       | 13 pts |
| Cinquè  | Maarten Tjallingii   | 11 pts |
| Sisè    | Brent Bookwalter     | 10 pts |
| Setè    | Markel Irizar        | 9 pts  |
| Vuitè   | Imanol Erviti        | 8 pts  |
| Novè    | Danilo Hondo         | 7 pts  |
| Desè    | Ramunas Navardauskas | 6 pts  |
| Onzè    | Rubén Pérez Moreno   | 5 pts  |
| Dotzè   | Pablo Urtasun        | 4 pts  |
| Tretzè  | Maksim Iglinski      | 3 pts  |
| Catorzè | Maxime Monfort       | 2 pts  |
| Quinzè  | Nicolas Roche        | 1 pt   |

| Primer  | Andy Schleck          | 20 pts |
| Segon   | Fränk Schleck         | 17 pts |
| Tercer  | Cadel Evans           | 15 pts |
| Quart   | Ivan Basso            | 13 pts |
| Cinquè  | Thomas Voeckler       | 11 pts |
| Sisè    | Pierre Rolland        | 10 pts |
| Setè    | Damiano Cunego        | 9 pts  |
| Vuitè   | Rein Taaramäe         | 8 pts  |
| Novè    | Tom Danielson         | 7 pts  |
| Desè    | Ryder Hesjedal        | 6 pts  |
| Onzè    | Maksim Iglinski       | 5 pts  |
| Dotzè   | Christian Vande Velde | 4 pts  |
| Tretzè  | Haimar Zubeldia       | 3 pts  |
| Catorzè | Jelle Vanendert       | 2 pts  |
| Quinzè  | Alberto Contador      | 1 pt   |

## Ports de muntanya
| Primer | Maksim Iglinski   | 20 pts |
| Segon  | Johnny Hoogerland | 16 pts |
| Tercer | Dries Devenyns    | 12 pts |
| Quart  | Maxime Monfort    | 8 pt   |
| Cinquè | Pablo Urtasun     | 4 pts  |
| Sisè   | Iegor Silin       | 2 pts  |

| Primer | Maksim Iglinski | 20 pts |
| Segon  | Nicolas Roche   | 16 pts |
| Tercer | Maxime Monfort  | 12 pts |
| Quart  | Dries Devenyns  | 8 pt   |
| Cinquè | Iegor Silin     | 4 pts  |
| Sisè   | Andy Schleck    | 2 pts  |

- 3. Coll del Galibier. 2.642 m. Categoria especial (km 200,5) (22,8 km al 4,9%)

| Primer | Andy Schleck    | 40 pts |
| Segon  | Fränk Schleck   | 32 pts |
| Tercer | Cadel Evans     | 24 pts |
| Quart  | Ivan Basso      | 16 pt  |
| Cinquè | Thomas Voeckler | 8 pts  |
| Sisè   | Pierre Rolland  | 4 pts  |

## Classificació de l'etapa
|    | Ciclista        | Equip               | Temps      |
| -- | --------------- | ------------------- | ---------- |
| 1  | Andy Schleck    | Team Leopard-Trek   | 6h 07' 56" |
| 2  | Fränk Schleck   | Team Leopard-Trek   | + 2' 07"   |
| 3  | Cadel Evans     | BMC Racing Team     | + 2' 15"   |
| 4  | Ivan Basso      | Liquigas-Cannondale | + 2' 18"   |
| 5  | Thomas Voeckler | Team Europcar       | + 2' 21"   |
| 6  | Pierre Rolland  | Team Europcar       | + 2' 27"   |
| 7  | Damiano Cunego  | Lampre-ISD          | + 2' 33"   |
| 8  | Rein Taaramäe   | Cofidis             | + 3' 22"   |
| 9  | Tom Danielson   | Garmin-Cervélo      | + 3' 25"   |
| 10 | Ryder Hesjedal  | Garmin-Cervélo      | + 3' 31"   |

## Classificació general
|    | Ciclista               | Equip               | Temps       |
| -- | ---------------------- | ------------------- | ----------- |
| 1  | Thomas Voeckler        | Team Europcar       | 79h 34' 06" |
| 2  | Andy Schleck           | Team Leopard-Trek   | + 15"       |
| 3  | Frank Schleck          | Team Leopard-Trek   | + 1' 08"    |
| 4  | Cadel Evans            | BMC Racing Team     | + 1' 12"    |
| 5  | Damiano Cunego         | Lampre-ISD          | + 3' 46"    |
| 6  | Ivan Basso             | Liquigas-Cannondale | + 3' 46"    |
| 7  | Alberto Contador       | Saxo Bank-Sungard   | + 4' 44"    |
| 8  | Samuel Sánchez         | Euskaltel–Euskadi   | + 5' 20"    |
| 9  | Tom Danielson          | Garmin-Cervélo      | + 7' 08"    |
| 10 | Jean-Christophe Péraud | AG2R La Mondiale    | + 9' 27"    |

|    | Ciclista           | Equip              | Total   |
| -- | ------------------ | ------------------ | ------- |
| 1r | Mark Cavendish     | Team HTC-High Road | 300 pts |
| 2n | José Joaquín Rojas | Movistar Team      | 285 pts |
| 3r | Philippe Gilbert   | Omega Pharma-Lotto | 230 pts |

|    | Ciclista        | Equip              | Total  |
| -- | --------------- | ------------------ | ------ |
| 1r | Jelle Vanendert | Omega Pharma-Lotto | 74 pts |
| 2n | Samuel Sánchez  | Euskaltel–Euskadi  | 72 pts |
| 3r | Andy Schleck    | Team Leopard-Trek  | 70 pts |

|    | Ciclista       | Equip         | Temps       | Temps |
| -- | -------------- | ------------- | ----------- | ----- |
| 1r | Rein Taaramae  | Cofidis       | 79h 43' 42" |       |
| 2n | Pierre Rolland | Team Europcar | + 33"       |       |
| 3r | Rigoberto Urán | Team Sky      | + 3' 10"    |       |

|    | Equip             | Temps        | Temps |
| -- | ----------------- | ------------ | ----- |
| 1r | Garmin-Cervélo    | 238h 16' 08" |       |
| 2n | AG2R La Mondiale  | + 10' 30"    |       |
| 3r | Team Leopard-Trek | + 11' 06"    |       |

## Abandonaments
- Leonardo Bertagnolli (Lampre-ISD): abandona.